# Chairs Missing
《Chairs Missing》은  1978년 9월 8일, 하비스트 레코드에 의해 발매된 영국의 록 밴드 와이어의 두 번째 스튜디오 음반이다. 이 음반은 영국 음반 차트에서 48위로 정점을 찍었다.
《Chairs Missing》은 밴드의 데뷔 음반 《Pink Flag》의 미니멀리즘 펑크 록의 일부를 특징으로 하지만, 더 발전된 곡 구조(1970년대 프로그레시브 록, 사이키델릭 록, 아트 록의 단서를 따옴), 프로듀서 마이크 손이 가져온 키보드와 신시사이저 요소, 그리고 감정적이고 지적인 주제의 더 넓은 팔레트를 포함한다. 제목은 "저 남자는 앞방에 의자 몇 개가 없다"에서와 같이 약간 정신이 없는 사람을 뜻하는 영국의 은어라고 한다. 싱글 〈Outdoor Miner〉는 영국 싱글 차트에서 51위로 정점을 찍으며 마이너 히트를 쳤다.

## 평가
| 전문가 평가                       | 전문가 평가 |
| 평가 점수                         | 평가 점수   |
| 출처                              | 점수        |
| --------------------------------- | ----------- |
| AllMusic                          | [ 6 ]       |
| The Encyclopedia of Popular Music | [ 7 ]       |
| The Great Rock Discography        | 9/10        |
| MusicHound Rock                   | [ 9 ]       |
| Pitchfork                         | 10/10       |
| Q                                 | [ 11 ]      |
| The Rolling Stone Album Guide     | [ 12 ]      |
| Spin Alternative Record Guide     | 9/10        |
| Uncut                             | [ 14 ]      |
| Under the Radar                   | [ 15 ]      |

1979년 《트라우저 프레스》 리뷰에서 짐 그린은 "와이어는 혼란스럽고, 단조로우면서도 파편화된 환영 속에서 유창하고, 심지어 가장 접근하기 쉬운 곳에서도 거슬린다. 그들은 상투적인 것을 경멸하며, 록의 한계를 밀어내고, 쉬운 방법은 너무 지루하다"고 말했다. 그는 이어 "그들의 벗겨진 리듬은 익숙하면서도 어딘가 모르게 이질적인 것의 특성을 갖는데, 그들의 암울한 가사가 매일을 그것의 맥락으로부터 끌어 올리고 그것의 모순을 조명하는 것과 같다"고 말했다. 그린은 "넌 스스로 들어야 한다"고 결론지었다. 《버밍엄 메일》은 "그 노래들은 희박하고, 때때로 다소 무섭지만, 종종 아주 훌륭하게 구성된다"고 썼다.

## 곡 목록
모든 곡들은 특별한 언급이 없는 한 콜린 뉴먼과 그레이엄 루이스에 의해 작사/작곡하였다.
| #  | 제목                       | 작사·작곡            | 재생 시간 |
| -- | -------------------------- | -------------------- | --------- |
| 1. | 〈Practice Makes Perfect〉 | 브루스 길버트, 뉴먼  | 4:11      |
| 2. | 〈French Film Blurred〉    |                      | 2:34      |
| 3. | 〈Another the Letter〉     | 길버트, 뉴먼         | 1:07      |
| 4. | 〈Men 2nd〉                |                      | 1:43      |
| 5. | 〈Marooned〉               | 길버트, 루이스, 뉴먼 | 2:21      |
| 6. | 〈Sand in My Joints〉      | 루이스               | 1:50      |
| 7. | 〈Being Sucked in Again〉  | 뉴먼                 | 3:14      |
| 8. | 〈Heartbeat〉              | 뉴먼                 | 3:16      |

| #   | 제목                        | 작사·작곡            | 재생 시간 |
| --- | --------------------------- | -------------------- | --------- |
| 9.  | 〈Mercy〉                   |                      | 5:46      |
| 10. | 〈Outdoor Miner〉           |                      | 1:44      |
| 11. | 〈I Am the Fly〉            | 루이스               | 3:09      |
| 12. | 〈I Feel Mysterious Today〉 |                      | 1:57      |
| 13. | 〈From the Nursery〉        |                      | 2:58      |
| 14. | 〈Used To〉                 | 길버트, 루이스, 뉴먼 | 2:23      |
| 15. | 〈Too Late〉                | 길버트, 루이스, 뉴먼 | 4:14      |